# Râul Olăneasca
Râul Olăneasca este un curs de apă, afluent al râului Dâmbovița. 